# Уркан (Зейский район)
Уркан — упразднённый посёлок в Зейском районе Амурской области России. Исключён из учётных данных в 1974 году.

## География
Посёлок располагался на левом берегу ручья Дорожный (приток реки Сирик-Макит) в месте впадения в него ручья Амканчик, на расстоянии примерно 31 километра (по прямой) к юго-востоку поселка Огорон.

## История
Возник как золотопромышленный прииск.
Решением Амурского исполкома от 7 июня 1974 года № 253, посёлок Уркан исключён из учётных данных как несуществующий.